# Branko Benzon
Branko Benzon (* 29. August 1903 in Postira; † 1. September 1970 in Caracas) war ein Diplomat des Unabhängigen Staates Kroatien und Kardiologe.

## Leben
Branko Benzon studierte an der Universität Zagreb Humanmedizin und  promovierte zum Doktor. Anschließend gehörte er zur Führung der faschistischen Ustascha. Er wurde 1932 aus politischen Gründen aus dem Staatsdienst eines jugoslawischen Krankenhauses entlassen. 1940 migrierte über die Slowakei und in das Deutsche Reich. Dort gestaltete er als Vertreter der Ustascha ein kroatisches Propaganda-Rundfunkprogramm. Nach der Gründung des Unabhängigen Staates Kroatien sprach er bei Adolf Hitler vor und bat darum,  die Kroaten zu beschützen. Vier Tage nach der Gründung des Staates wurde die faschistische Diktatur von Ante Pavelić durch das Kabinett Hitler anerkannt.
Benzon war vom 31. März 1941 bis 10. Oktober 1941 Gesandter des Unabhängigen Staates Kroatien in Berlin.
Danach fiel er bei Joachim von Ribbentrop in Ungnade und dieser suchte bei Ante Pavelić um einen neuen Gesandten an.
Branko Benzon wurde nach  Bukarest versetzt, wo er von 1942 bis 1944 als Gesandter tätig war. Von 1944 bis 1945 war er Gesandter in Budapest. Dort soll er laut Aussage von Wilhelm Höttl während des  Unternehmen Margarethe mehrere Dutzend Reisepässe besorgt und so bedrohten Juden zur Flucht verholfen haben.
Am 22. März 1947 entwich er über Spanien nach Argentinien. Neben einem von den spanischen Behörden ausgestellten Reisepass verfügte er über ein Empfehlungsschreiben von Francisco Franco an Juan Perón. In der Casa Rosada erhielt er zusammen mit Czesław Smolinski, Gino Monti de Valsassina und Horst Carlos Fuldner Audienz bei Perón.
Kurz nach seiner Ankunft wurde er als technischer Anwärter im argentinischen Gesundheitsministerium eingestellt. Er arbeitete in  Buenos Aires und wurde ein enger Freund von Eva Perón sowie Kardiologe von Juan Perón. Von Ende 1947 bis 1949 war er Sonderanwärter für Migration aus Jugoslawien, in dieser Funktion entschied Benzon abschließend über Einreiseanträge nach Argentinien. In dieser Funktion war er an einer Rattenlinie beteiligt, die etwa 100 hochrangige Nazis, darunter vermutlich auch Josef Mengele, zur Flucht verhalf.  Anträge, welche er Juden zuordnete, lehnte er mit dem Kürzel J. NO B. ab. In der am 29. Juni 1948 gegründeten Sociedad Argentina de Recepción de Europeos vertrat er Kroatien. Als Ante Pavelić 1948 nach Buenos Aires kam, begrüßte ihn Benzon als Führer der Ustascha-Kolonie in Argentinien.
1955, nach dem Sturz von Juan Perón, floh er zusammen mit diesem nach Venezuela. Dort arbeitete er in einem amerikanischen Krankenhaus in Caracas.